# 175452 Chenggong
175452 Chenggong este un asteroid din centura principală de asteroizi.

## Descriere
175452 Chenggong este un asteroid din centura principală de asteroizi. A fost descoperit pe 27 august 2006 la Observatorul Lulin de Hong Qin Lin și Ye Quan-Zhi. Asteroidul prezintă o orbită caracterizată de o semiaxă mare de 2,26 ua, o excentricitate de 0,18 și o înclinație de 7,1° în raport cu ecliptica.